# Trygonorrhina fasciata
Trygonorrhina fasciata é uma espécie de peixe da família Rhinobatidae.
É endémica da Austrália.
Os seus habitats naturais são: mar aberto.